# Ketogena aminokiselina
Ketogena aminokiselina je aminokiselina koja se može konvertovati u ketonska tela putem ketogeneze. To je u kontrastu sa glukogenim aminokiselinama, koje se mogu konvertovati u glukozu. Ketogene aminokiseline se ne konvertuju do glukoze, jer se oba atoma ugljenika u ketonu degradiraju do ugljen-dioksida tokom ciklusa limunske kiseline.
Kod ljudi su dve aminokiseline ekskluzivno ketogene:
- leucin
- lizin

Pet aminokiselina mogu da budu ketogene i glukogene kod ljudi:
- izoleucin
- fenilalanin
- triptofan
- tirozin
- treonin

## Spoljašnje veze
- Metabolizam aminokiselina Архивирано на веб-сајту  (17. фебруар 2019)
- Katabolizam aminokiselina
- Metabolizam aminokiselina